# Eta (Ngoyla)
Eta est un village du Cameroun situé dans la région de l’Est, le département du Haut-Nyong et la commune de Ngoyla.  
Cette commune, créée en 1995 par décret, est délimitée à l’ouest par la commune de Mintom, à l'est par Moloundou, au nord par Messok et au sud par la république du Congo.

## Population
Le village compte 100 habitants, 55 hommes et 45 femmes, d'après le recensement de 2005.

## Hydrographie
La commune de Ngoyla est arrosée par les fleuves de Dja et de Mié, particulièrement poissonneux et à débit permanent.

## Agriculture
L'agriculture est l'activité principale du village puisqu'elle est pratiquée par la quasi-totalité de la population active. Les produits sont destinés à la consommation (60 %) et à la vente (40 %).
L’agriculture représente 80 % du potentiel économique avec des productions variées : cacao, café, banane plantain, arachides, manioc, piment, concombre, palmier à huile, maïs, et autres produits tels les ignames, patates, cannes à sucre.